# Lúcar
Lúcar ist ein Ort und eine spanische Gemeinde in der Comarca Valle del Almanzora der Provinz Almería in der Autonomen Gemeinschaft Andalusien. Die Bevölkerung von Taberno bestand im Jahr 2024 aus 825 Einwohnern. Neben dem Hauptort Lúcar gehört die Ortschaft Cela zur Gemeinde.

## Geografie
Lúcar liegt im Landesinneren der Provinz Almería, an den Ausläufern der Sierra de las Estancias, in einer Höhe von ca. 895 m. Die Provinzhauptstadt Almería liegt in etwa 100 Kilometer südsüdwestlicher Entfernung.

## Bevölkerungsentwicklung
| Jahr      | 1970 | 1981 | 1991 | 2001 | 2011 | 2021 |
| Einwohner | 871  | 697  | 780  | 787  | 919  | 772  |

## Sehenswürdigkeiten
- Marienkirche (Iglesia de Santa María)
- Sebastianskapelle (Ermita de San Sebastián)
- Kalvarienkapelle
- Rathaus
- Heimatmuseum

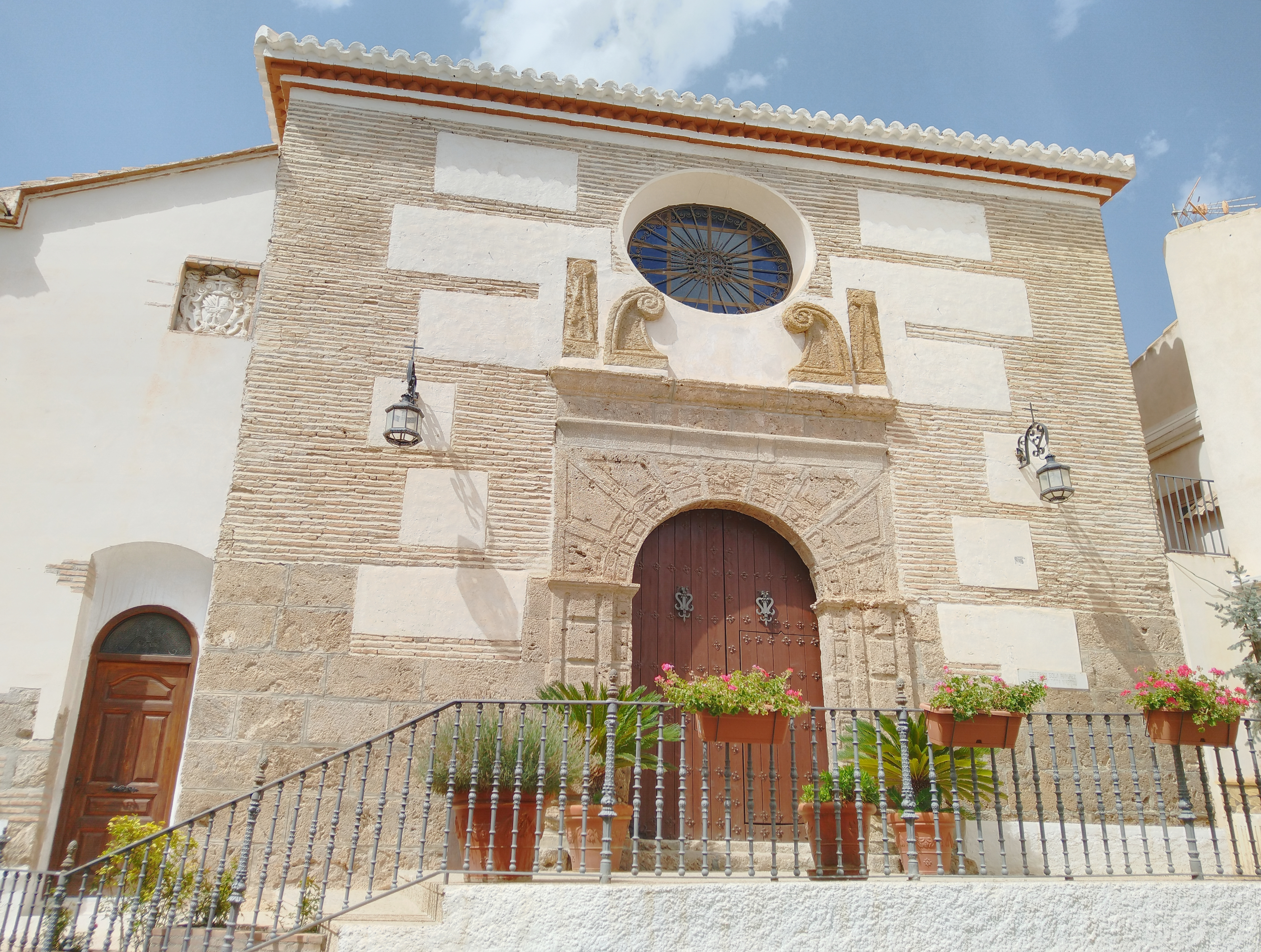
Marienkirche
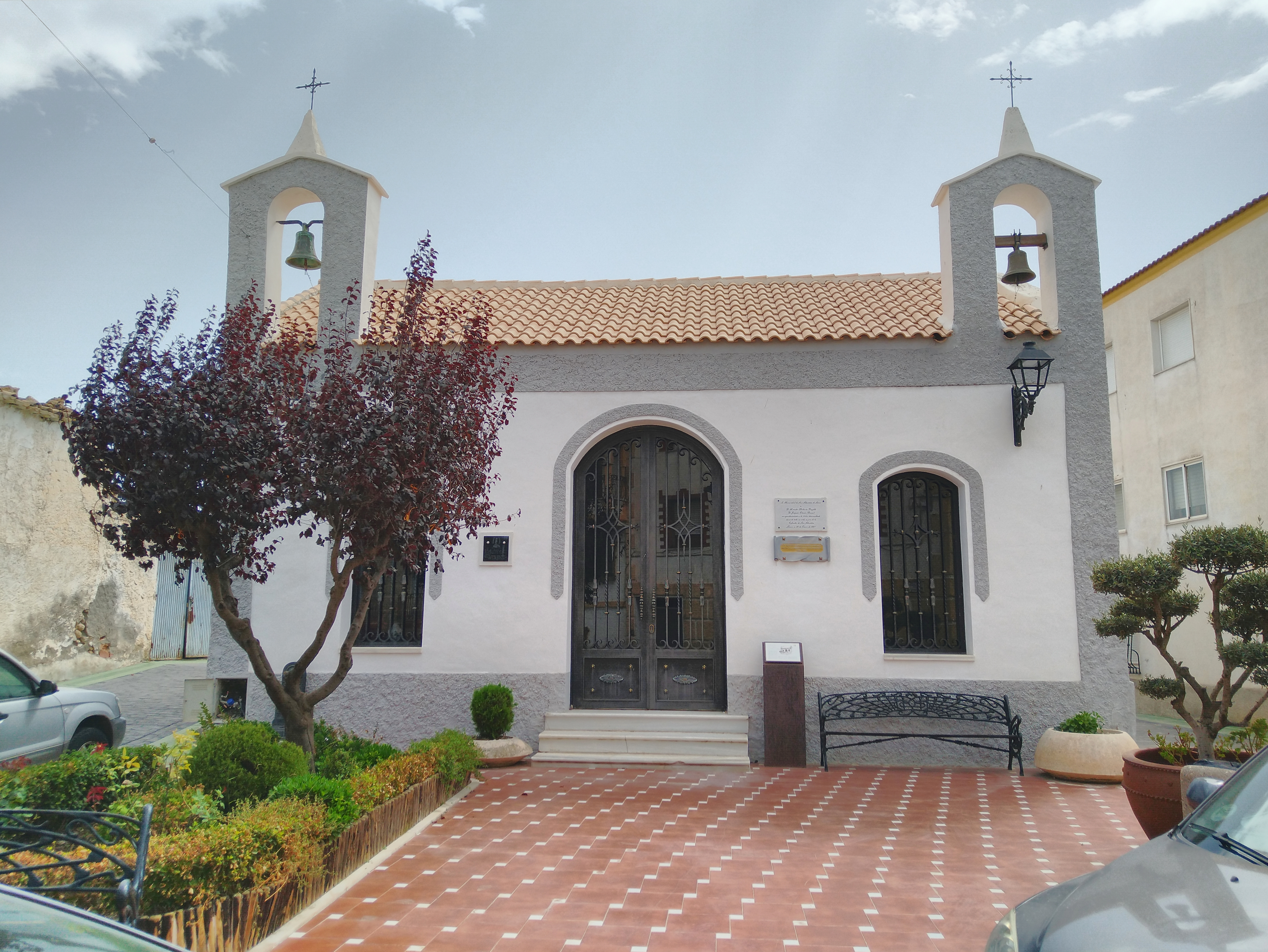
Sebastianskapelle
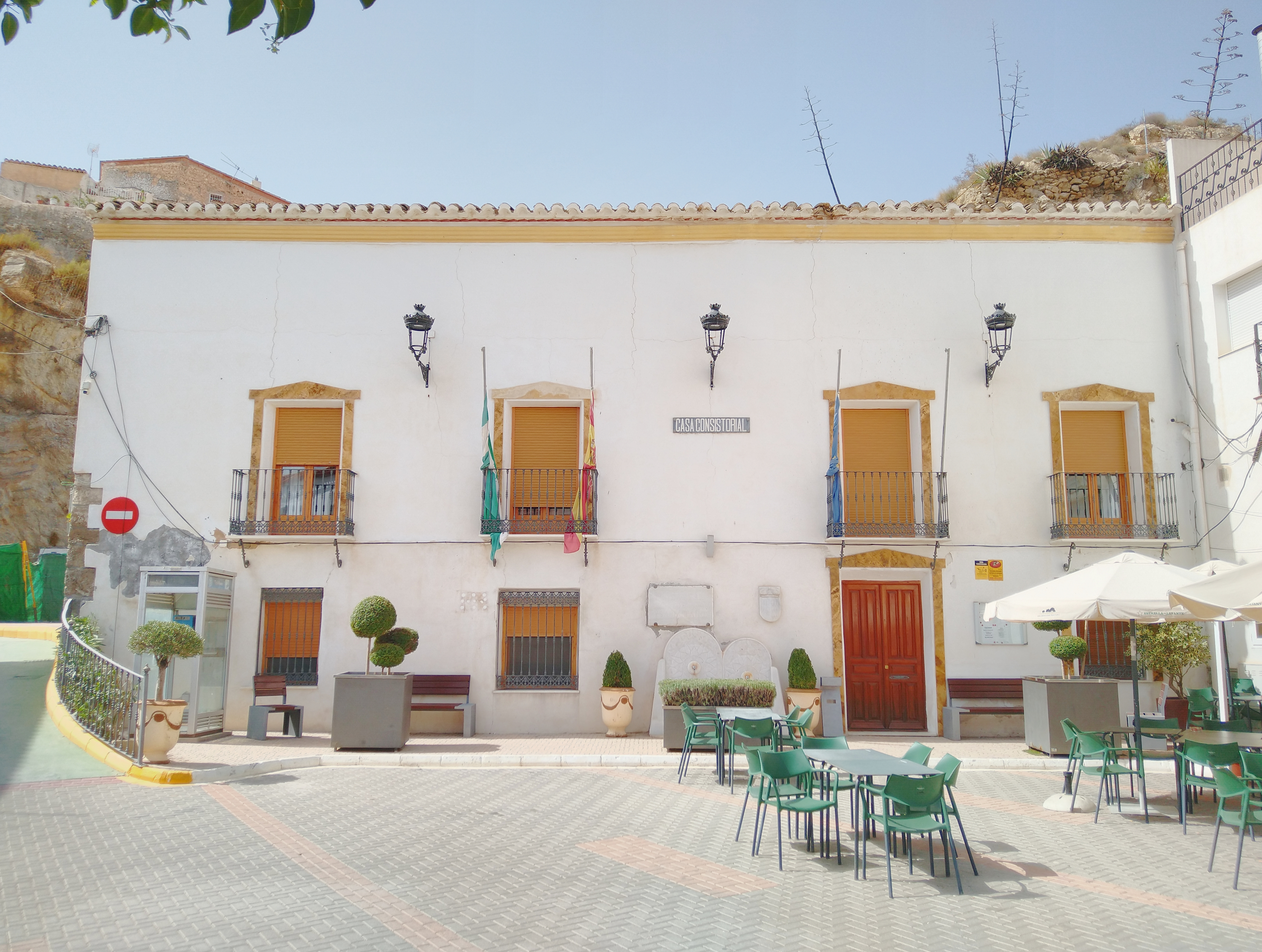
Rathaus

## Persönlichkeiten
- Tomás Marín González de Poveda (1650–1703), Gouverneur des Königreichs Chile